# Kevin Drinkell
Kevin Drinkell (né le 18 juin 1960 à Grimsby dans le Lincolnshire) est un footballeur anglais, qui évoluait au poste d'attaquant, avant de devenir ensuite entraîneur.

## Biographie

### Carrière de joueur
Kevin Drinkell évolue en Angleterre et en Écosse.
Il joue 121 matchs en Premier League anglaise, inscrivant 33 buts. Il inscrit 16 buts en Premier League lors de la saison 1986-1987 avec le club de Norwich City, ce qui constitue sa meilleure performance.
Il joue également un match en Ligue des champions et trois matchs en Coupe de l'UEFA. En Coupe de l'UEFA, il inscrit avec les Rangers un but en novembre 1988 contre l'équipe du FC Cologne.
Il termine meilleur buteur du Championship (D2 anglaise) lors de la saison 1985-1986.

## Palmarès
| Grimsby Town - Championnat d'Angleterre D3 (1) : - Champion : 1979-80. - Championnat d'Angleterre D4 : - Vice-champion : 1978-79. |  | Norwich City - Championnat d'Angleterre D2 (1) : - Champion : 1985-86. - Meilleur buteur : 1985-86 (22 buts). |

| Rangers \| - Championnat d'Écosse (1) : - Champion : 1988-89. - Coupe d'Écosse : - Finaliste : 1988-89. \| \| - Coupe de la Ligue écossaise (1) : - Vainqueur : 1988-89. \| |  | Birmingham City - Football League Trophy (1) : - Champion : 1990-91. |  | Falkirk - Championnat d'Écosse D2 (1) : - Champion : 1993-94. |
| - Championnat d'Écosse (1) : - Champion : 1988-89. - Coupe d'Écosse : - Finaliste : 1988-89.                                                                                |  | - Coupe de la Ligue écossaise (1) : - Vainqueur : 1988-89.           |  |                                                               |